# Derrick Henry Lehmer
Derrick Henry "Dick" Lehmer (Berkeley (Califórnia), 23 de fevereiro de 1905 — Berkeley (Califórnia), 22 de maio de 1991) foi um matemático estadunidense.